# Greenbushes
Greenbushes är en ort i Australien. Den ligger i kommunen Bridgetown-Greenbushes och delstaten Western Australia, omkring 210 kilometer söder om delstatshuvudstaden Perth.
Runt Greenbushes är det mycket glesbefolkat, med 3 invånare per kvadratkilometer.. Närmaste större samhälle är Bridgetown, omkring 14 kilometer sydost om Greenbushes.
I omgivningarna runt Greenbushes växer huvudsakligen savannskog. Genomsnittlig årsnederbörd är 858 millimeter. Den regnigaste månaden är september, med i genomsnitt 164 mm nederbörd, och den torraste är februari, med 8 mm nederbörd.